# Tiratró

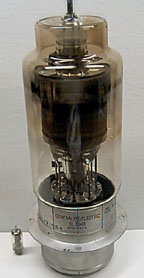
Tiratró d'hidrogen de General Electric, utilitzat en radars.

Un tiratró és un tipus de vàlvula termoiònica, generalment amb configuració de tríode, que té el seu interior ple de gas. S'utilitza per al control de grans potències i corrents, característica que en un dispositiu de buit és molt difícil per raó del nombre limitat d'electrons que pot produir un càtode termoiònic. Afegint-hi un gas (p.e.hidrogen, argó..) que s'ionitza, inicialment per mitjà dels electrons termoiònics, generant un nombre de portadors de corrent molt més gran que en un tríode.
A diferència del tríode, el corrent d'ànode no és proporcional a la tensió de reixeta, sinó que quan es dispara, es produeix una ionització del gas que porta al dispositiu a la seva resistència mínima. Encara que el seu ús avui dia ha quedat relegat a certes etapes de control industrial (per potències i tensions de treball altes), durant un temps molt concret van ser importants com components dels grans ordinadors, substituint les vàlvules que portaven originalment, per raó del seu càtode fred que comporta, una baixa temperatura i molt menys consum. El primer tiratró comercial va aparèixer cap al 1928.

## Aplicacions

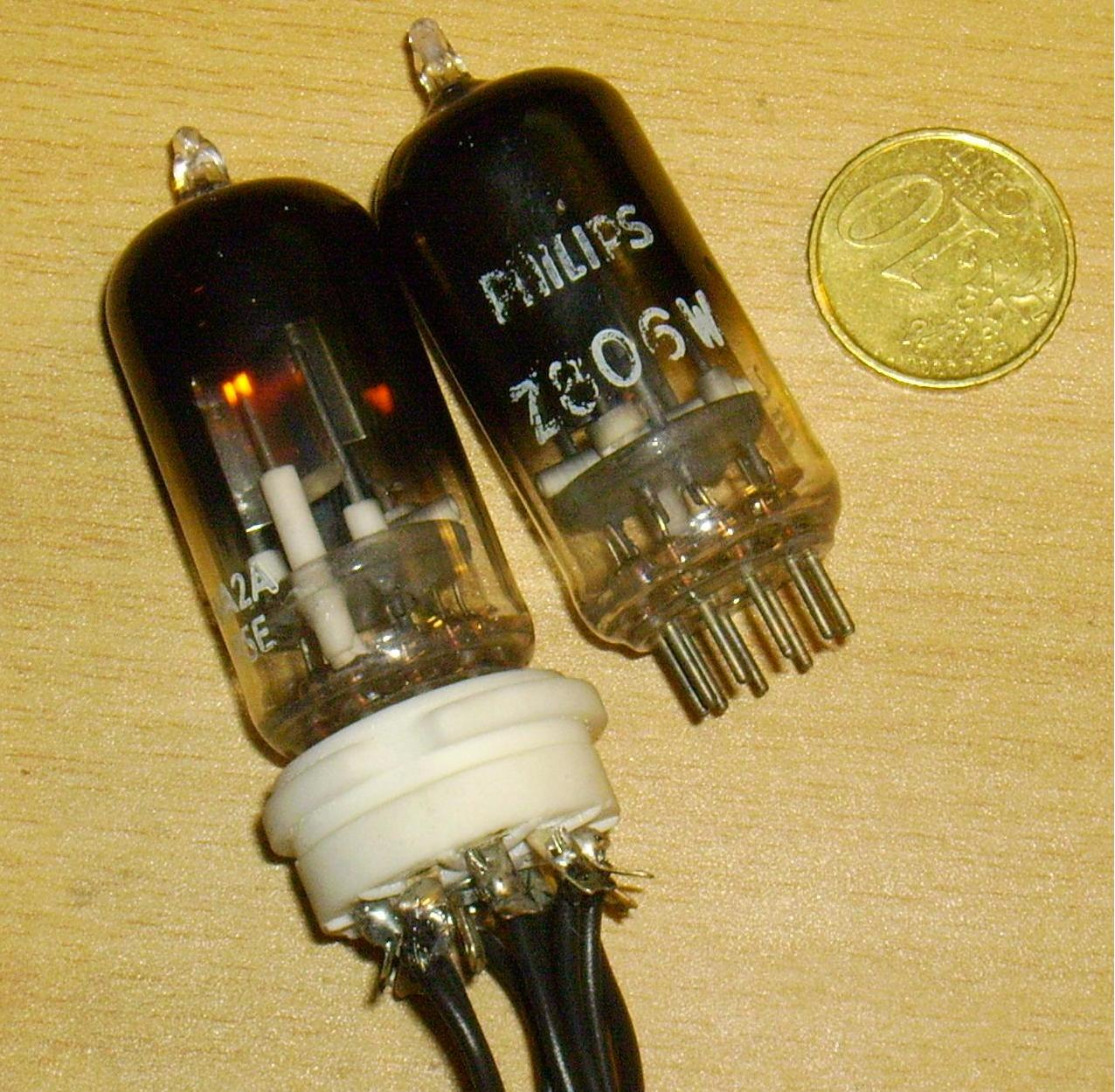
Rar tub relé Z806W utilitzat en els ascensors.

Amb un tiratró miniatura, el tríode 6D4, es va descobrir un ús addicional com potent font de soroll, funcionant com díode en un camp magnètic transversal. Com generador de soroll blanc suficientment filtrat dins d'una amplada de banda d'interès, aquest tipus de soroll es va utilitzar per provar receptors de ràdio, sistemes de servo i de tant en tant en computació analògica com a font de valors aleatoris.
El 885 és un petit tub tiratró, que utilitza gas xenó. Aquest dispositiu s'ha utilitzat àmpliament en els circuits de base de temps dels primers oscil·loscopis durant la dècada de 1930. Va ser emprat en un circuit anomenat oscil·lador de relaxació. Durant la Segona Guerra Mundial tiratrons petits, semblants al 885 es van utilitzar en parelles per a construir biestables, les cèl·lules de memòria utilitzades pels primers ordinadors, i en màquines d'encriptació.
Els tiratrons també van ser utilitzats pel control del corrent altern (CA) per angle de fase a les fonts d'alimentació dels carregadors de bateries i pels atenuadors de llum, però aquests eren en general d'una capacitat de control més gran que el 885. El 885 és elèctricament idèntic a la 884/6Q5, que utilitza una base octal.
Un dispositiu d'estat sòlid amb característiques de funcionament similars és el tiristor, també conegut com a rectificador controlat de silici (SCR). El terme "tiristor" deriva d'una combinació de "tiratró" i "transistor".

## Vegeu també

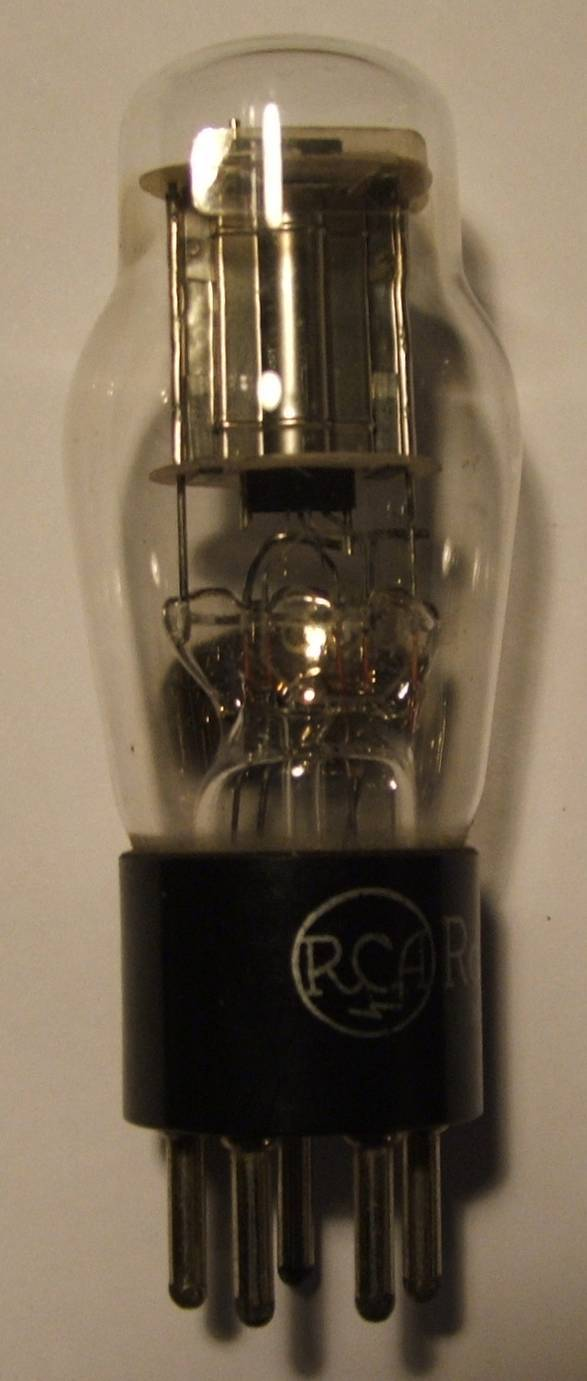
Tiratró d'hidrogen de RCA.